# Perut
Perut je sprednja okončina ptic. Po zgradbi je enakovredna človeški roki, čeprav imajo ptice manj prstov in zraščene dlančne kosti. Komolčni in zapestni sklep se ne moreta premikati navpično. Tako se perut med letom premika le v ramenskem sklepu.

## Oblika peruti
Ptiči imajo zelo različno oblikovane peruti, kar je posledica različnih načinov življenja in letanja. Ptiči, ki morajo hitro zbežati pred plenilci, imajo široke in na koncu zaobljene peruti, s katerimi hitro vzletijo. Ptice, ki letajo na dolge razdalje, imajo dolge peruti. Hitri letalci imajo dolge, koničaste in srpasto zakrivljene peruti, ki zmanjšujejo zračni upor. Pingvini imajo peruti vitke in ploščate, uporabljajo jih za plavanje. Noji uporabljajo peruti za ohranjanje ravnotežja.

## Vitkost in obtežba peruti
Pri peruti govorimo o vitkosti - razpon peruti v razmerju z globino peruti. Obtežba peruti pa je teža ptiča na kvadratni meter površine peruti in niha od 0,5 do 11,5 kg. Gibčni letalci imajo običajno majhno obtežbo in veliko vitkost peruti. Kosec, ki je vztrajni letalec, ima precejšno obtežbo peruti. Ptiči, ki potrebujejo velike pospeške, imajo majhno vitkost peruti (gozdni jereb). Veliko obtežbo imajo tudi nekateri vodni ptiči (kormoran, ponirki), ki si z njimi pomagajo, da lahko »letijo« pod vodo